# Dzerjinscoe
Dzerjinscoe (moldave, roumain), Dzerjinskoïe (russe : Дзержи́нское) ou Dzerjinske (ukrainien : Дзержинське) est un village du raion de Dubăsari en Moldavie actuellement dans la zone occupée de Transnistrie. Il forme le conseil du village de Dzerjinsk.

## Localisation
Le village est situé sur la rive gauche du Dniestr, à proximité immédiate de la ville de Dubăsari (à 7 km, à laquelle des bâtiments jouxtent par le nord du village dans la zone de l'intersection ("cercle") de l'autoroute Poltava-Chișinău. L'autoroute de Tiraspol à Camenca traverse le village.

## Historique
La colonie, fondée en 1793 s'appelait initialement Karantin qui signifie en russe «quarantaine». Le village s'est développé au tournant des XVIIIe et XIXe siècles, au croisement du Dniestr, à proximité des installations douanières et de quarantaine pour les personnes traversant le fleuve. Après avoir traversé le Dniestr, chacun doit s'arrêter à cet endroit pendant six puis seize jours, pendant lesquels on vérifie s'il souffre de maladies infectieuses. Le point de quarantaine cesse finalement de fonctionner en 1846, tandis que le poste douanier  s'installe à Dubăsari en 1831. Le village survit néanmoins à l'arrêt de cette activité. En 1913, une église et une école paroissiale y sont ouvertes.
Dans les années 1920-1940, Karantin est un poste frontière entre la Roumanie et la Russie soviétique, puis l'URSS. En 1922, la ferme Agropunkt est créée dans le village, sur la base des biens confisqués de la famille Łuczinski ; en 1926, il est transformé en sovkhoze du nom de «Félix Dzerjinski». Dans les années 1930-1954, il y a aussi un kolkhoze appelé «Bolchevik» dans le village, qui fusionnera plus tard avec le kolkhoze nommé «21e Congrès du PCUS» dans le village de Lunga (en). En 1955, les sovkhozes fusionnent. Dzerzhinsky avec la ferme d'État dans le village de Crasnîi Vinogradari (en). En 1968, le nom du village de Karantin est officiellement changé en Dzerjinscoe (Dzerzhinskoye).
Depuis 1990, bien qu'officiellement moldave, Dzerjinscoe est administrée par la République Moldave Pridnestrovienne séparatiste. Des combats ont eu lieu dans la région de Dzerjinscoe dans la première moitié du mois de décembre 1991, pendant la guerre civile en Moldavie (guerre de Transnistrie). Puis, en mars 1992, une unité de la milice transnistrienne était stationnée dans le village et participait à la défense réussie de Dubăsari contre les troupes moldaves qui attaquaient à travers le Dniestr.

## Infrastructures et démographie
Le village de Dzerjinscoe est le centre administratif du Selsoviet (conseil de villages) de Dzerjinski.
La rue principale du village est la rue Sverdlova qui s'étend du centre de Dubăsari jusqu'à la colline Karantinskaya à la périphérie du village de Dzerzhinskoe, le long de laquelle se trouve l'autoroute Tiraspol-Ribnitsa,.
Le village comprend une école primaire, fondée en 1913, avec le russe comme langue d'enseignement, un jardin d'enfants et un bureau de poste. En 2009, une église paroissiale orthodoxe dédiée à la «Protection de la Mère de Dieu» a été créée dans la ville (restaurée en 2009), dans le bâtiment d'un ancien entrepôt, au sein de la structure du doyenné de Dubăsari des éparchies de Tiraspol et de Dubăsari. La fête du village est le 14 octobre.
En 2009, 1 193 personnes vivaient à Dzerjinski. Parmi les habitants du village, les personnes âgées prédominent. Selon le recensement de 2004 en Transnistrie, la structure ethnique du village était la suivante :
454 Ukrainiens,
427 Russes,
366 Moldaves,
7 Gagaouze,
5 Biélorusses,
4 Bulgares,
1 allemand,
7 personnes déclarant une nationalité différente.
Ainsi donc, en 2004, 35,7 % des villageois sont Ukrainiens.

## Archéologie
Entre les villages de Dzerjinscoe et Doroțcaia, des tumulus contenant des sépultures bien conservées et des ustensiles de la culture Belozersk (en) ont été explorés. En 1981-1983 sur le plateau, au nord-est du village Dzerjinscoe vers le village de Lunga Nouă (ro), de nombreux tumulus scythes, avec des sépultures, des armes scythes, des skyphos attiques émaillés noirs et des Canthares,, des bijoux pour femmes, ont été explorés. En 1994, la sépulture de Tchernyakhov a été explorée à l'intérieur du village. Les vestiges des colonies slaves-moldaves des XVIe – XVIIIe siècles dans les villages de Doroțcaia et Dzerjinscoe ont également été étudiés.

## Monuments
Dans le village se trouve un Tertre de la renommée commémorant la victoire de l'Armée rouge en 1944. Sous le tumulus sont enterrés cinq héros de l'Union soviétique : Nikolaï Alfierev, né à Dubăsari et mort en 1964, et Ivan Fedossov qui s'est installé dans la ville après la guerre, Ivan Krasikov, Grigory Korneev et Ivan Shikunov sont morts dans la bataille dans la région de Dubăsari.

## Personnalités
- Nikolai Vassilievitch Sklifosovski (1836-1904): Chirurgien et professeur émérite ukraino-russe né à Dzerjinscoe. Directeur de l'Institut clinique impérial de la grande-duchesse Elena Pavlovna à Saint-Pétersbourg, auteur d'ouvrages sur la chirurgie militaire de campagne et la chirurgie abdominale.